# Buakea
Buakea ist eine Gattung der Schmetterlinge aus der Familie der Eulenfalter (Noctuidae).

## Merkmale
Die Falter der Gattung sind klein und erreichen eine Flügelspannweite von 18 bis 27 Millimeter. Die Fühler sind bei beiden Geschlechtern fadenförmig. Die Färbung des Körpers reicht von weißlich braun bis graubraun. Kopf und Thorax sind mit langen Haaren bedeckt. Bei den Männchen ist die Zeichnung auf den Vorderflügeln kontrastreicher als bei den Weibchen. Auf den Vorderflügeln befindet sich auf der Basalader der Zelle ein typischer weißer Strich. Dieser ist distal keulenförmig. Die Adern sind mit weißlichen Schuppen bedeckt. Mit Ausnahme des Nierenmakels bei Buakea kaeuae sind keine Makel angelegt. Die Färbung der Vorderflügel reicht von weißlich braun bis graubraun. Ein schwärzliches Querband verläuft schräg vor dem Flügelaußenrand. Davor verläuft ein breites Band, welches etwas heller als der Rest des Vorderflügels ist. Die Hinterflügel sind fahl graubraun bis weißlich grau, vor allem distal befinden sich entlang der Aderung graue Schuppen. Ringmakel sind nicht angelegt.
Bei den Männchen ist der Uncus schmal, spatelförmig und verjüngt sich zur Spitze hin. Am Tegumen befinden sich kleine bis mittelgroße rundliche Peniculi (bürstenförmige Fortsätze). Das Vinculum hat einen gut ausgebildeten Saccus. Die Valven haben einen stark sklerotisierten Costalrand, welcher distal anwächst und dorsal in einer sockelartigen Ausdehnung endet, die ventral mehr oder weniger übersteht. Der Cucullus ist ziemlich dünn und gestreckt. Die Juxta ist annähernd elliptisch und kaum sklerotisiert. 
Sie ist in dorsoventraler Blickrichtung von unten meist nur als eine dicke sklerotisierte Linie sichtbar. Der Aedeagus ist leicht gebogen. Die Vesica hat entweder einen Cornutus oder er fehlt, in letzterem Fall befinden sich in der Nähe der Penisspitze zwei Gruppen langer, klauenförmiger Microcornuti.
Bei den Weibchen hat das Corpus bursae in etwa die Länge des Ductus bursae. Ein Signum ist vorhanden oder fehlt. Der Ductus bursae ist nur geringfügig sklerotisiert, das Ostium bursae ist nahezu eiförmig. Die Postvaginalplatten sind kaum sklerotisiert.
Die Raupen sind klein und erreichen im letzten Stadium eine Länge von 25 bis 35 Millimeter. Sie sind blassrosa und zeichnungslos.
Die Puppen haben am Kremaster zwei divergierende dorsal gerichtete Stachel.

## Verbreitung
Die Arten der Gattung Buakea  sind bisher nur aus Kenia und Südafrika bekannt.

## Biologie
Die Raupen leben monophag an verschiedenen Gräsern, wo sie in den Stängeln bohren.

## Systematik
Die Gattung Buakea  umfasst gegenwärtig drei Arten:
- Buakea kaeuae Moyal et al., 2011
- Buakea obliquifascia Moyal et al., 2011
- Buakea venusta (Hamspon, 1909)